# Ádám Somlai-Fischer
Dans le nom hongrois Somlai-Fischer Ádám, le nom de famille précède le prénom, mais cet article utilise l’ordre habituel en français Ádám Somlai-Fischer, où le prénom précède le nom.
Ádám Somlai-Fischer, né en 1976 à Budapest est un entrepreneur hongrois. Il est l'un des cofondateurs de Prezi. 